# Hymeraphia breeni
Hymeraphia breeni är en svampdjursart som beskrevs av Picton och Goodwin 2007. Hymeraphia breeni ingår i släktet Hymeraphia och familjen Raspailiidae. Inga underarter finns listade i Catalogue of Life.